# Васил Георгиев (кмет)
Вижте пояснителната страница за други личности с името Васил Георгиев.
Васил Маноилов Георгиев е български политик, два пъти кмет на Видин.

## Биография
Роден е на 1 януари 1897 г. в дебърското село Селце, тогава в Османската империя, в семейството на строител. Баща му построява голяма част от обществените сгради във Видин.
Васил завършва с пълно отличие мъжката гимназия във Видин. Участва в Балканската война като доброволец. Участва в Първата световна война като запасен подпоручик във Видински тежък артилерийски полк. В 1921 година се жени за Дева Якова. Завършва държавен курс за счетоводители и работи като заклет експерт-счетоводител в редица кооперации.
Участва в дейността на Видинското македонско културно-просветно дружество „Гоце Делчев“, известно време е и негов председател. От 1928 г. е общински съветник.
В периода 1 март 1932 – 10 април 1934 г. е кмет на град Видин. След като е избран за кмет, произнася следната реч:
| „ | Мисля, че кметуването днес не е лукс, нито примамка, защото общината ни се намира в извънредно тежко положение и трябват сили, за да се спре по нататъшното ѝ влошаване... Всички съвети, дадени не от партийни съображения, ще ги възприема с охота... | “ |

Полага големи грижи за циганите в общината, което му спечелва прозвището „циганския кмет“. В периода 9 – 30 септември 1944 г. отново е кмет на града, но напуска, за да участва в отбраната на Кула при германското нападение.
До края на живота си работи като вещо лице в съда и счетоводител (от 1950 г.) в аптечно предприятие. Умира на 14 май 1952 г.